# ۹۶۹ (قمری)
۹۶۹ (قمری)، نهصد و شصت و نهمین سال در گاهشماری هجری قمری است. اول محرم این سال برابر با بیست و یکم سپتامبر سال ۱۵۶۱ میلادی است.